# Zonsverduistering van 23 september 2071

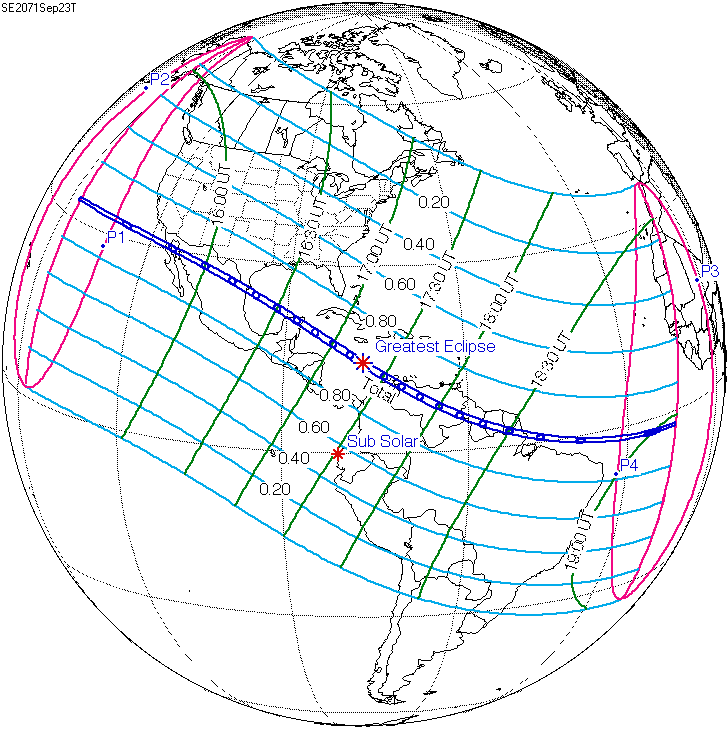
De zonsverduistering is de zien tussen de blauwe lijnen.

De totale zonsverduistering van 23 september 2071 trekt over zee, maar is zichtbaar vanuit deze zeven landen: Mexico, Colombia, Venezuela, Guyana, Brazilië, Suriname en Frans Guyana. 

## Lengte

### Maximum
Het punt met maximale totaliteit ligt in zee tussen de landen Nicaragua, Jamaica en Colombia op coördinatenpunt 14.2283° N / 76.7407° W en duurt 3m10,7s.

### Limieten
| Fenomeen                    | Code | Tijdstip UTC |
| --------------------------- | ---- | ------------ |
| Eerste contact bijschaduw   | P1   | 14:36:37.6   |
| Eerste contact kernschaduw  | U1   | 15:35:06.1   |
| Kernschaduw compleet vanaf  | U2   | 15:36:06.3   |
| Bijschaduw compleet vanaf   | P2   | 16:38:27.6   |
| Maximum eclips              | GE   | 17:18:10.1   |
| Bijschaduw compleet t/m     | P3   | 17:58:05.8   |
| Kernschaduw compleet t/m    | U3   | 19:00:23.4   |
| Laatste contact kernschaduw | U4   | 19:01:18.7   |
| Laatste contact bijschaduw  | P4   | 19:59:52.1   |